# Jeopsok
Jeopsok (접속?, 接續?, ChŏpsokMR), conosciuto anche con il titolo internazionale in inglese The Contact, è un film del 1997 diretto da Chang Yoon-hyun.

## Trama
Dong-hyeon è un DJ che riceve un misterioso pacchetto contenente alcuni brani dei Velvet Underground, tra cui sceglie Pale Blue Eyes. La giovane Soo-hyeon, tornando a casa in macchina, ascolta il programma radiofonico di Dong-hyeon e, il giorno seguente, telefona per chiedere di risentire nuovamente Pale Blue Eyes. Curioso di sapere chi gli abbia inviato il pacchetto, Dong-hyeon prova allora a incontrare la donna di persona.

## Distribuzione
In Corea del Sud, la pellicola è stata distribuita dal 12 settembre 1997 da Myung Films.